# 本庁方式
本庁方式（ほんちょうほうしき）とは市町村合併時における合併後の行政体制の一つである。本庁集約方式とも呼ばれる。

## 概要
本庁方式では、1か所に旧市町村の行政機構･組織を集約し、残りの庁舎は支所・出張所として窓口的な機能のみを持つ。一つの自治体への吸収合併の要素が強い場合や本庁所在地が合併後の各地域からのアクセス面で支障をきたす恐れが少ないと判断された場合などで採用されることが多い。

## 長所
1. 業務の効率化が図れる。

## 短所
1. 支所・出張所となった地域の行政サービスの低下が懸念される。
2. 合併の規模によっては、庁舎新設の必要がある。